# Коротеев, Виктор Алексеевич
Виктор Алексеевич Коротеев (25 апреля 1937, Чапаевск, Куйбышевская область — 31 июля 2021, Екатеринбург) — специалист в области палеовулканологии и металлогении вулканогенных образований, профессор, глава школы палеовулканологии на Урале. Член президиума Уральского отделения РАН, академик РАН (1992).

## Биография
В 1959 году окончил Томский государственный университет.
В 1959—1970 годах работал в Горно-геологическом институте Уральского филиала АН СССР, где проходит путь от старшего лаборанта до ученого секретаря.
В 1968 году — защитил кандидатскую, а в 1983 — докторскую диссертации.
В 1970—1985 годах — директор Ильменского государственного заповедника им. В. И. Ленина.
С 1986 года — директор Института геологии и геохимии им. А. Н. Заварицкого Уральского отделения АН СССР.
С 1988 года — заведующий кафедрой минералогии, петрографии и геохимии Уральской горно-геологической академии в Екатеринбурге.
В 1993—1995 годах — первый заместитель председатель президиума Уральского отделения РАН, с 1995 года — его председатель.
Под руководством В. И. Коротеева создан научный центр, институт минералогии, произведено составление крупномасштабной геологической карты Ильменских гор, внес вклад в теоретические исследования тектонических и металлогенических процессов, что привело к открытию крупных медно-цинковых месторождений на Урале.
Подготовил 9 докторов и 20 кандидатов наук. Издал 9 монографий и более 300 печатных работ.
Скончался 31 июля 2021 года в Екатеринбурге. Похоронен на Северном кладбище.

## Награды и премии
- 1987 — Орден Дружбы народов
- 1997 — Заслуженный деятель науки Российской Федерации
- 1997 — Премия горнопромышленного съезда Урала
- 2004 — Премия Правительства Российской Федерации в области науки и техники
- 2015 — Демидовская премия[2]
- 2015 — Медаль имени А.Н. Заварицкого (УрО РАН) — за цикл работ «Геодинамика, магматизм и металлогения Урала как основа рудной базы региона»